# Anders Simonsson Bäcker
Anders Simonsson Bäcker, död 1 januari 1712, var skarprättare i Stockholm åren 1703-1711. Han efterträddes av svärsonen Magnus Gabrielsson Meijer, som tidigare varit dennes dräng.
Simonsson Bäcker hade tidigare varit skarprättare i Västmanlands län. Han ska ha erhållit ekonomisk ersättning från städerna Västerås, Sala och Arboga fram till år 1711.
Han var gift två gånger; Första giftet med Katarina Wack och andra giftet med Anna Dorotea Beckerin från Reval (nuvarande Tallinn), Estland.
Bäcker ägde en gård belägen vid Träskbacken på Ladugårdslandet.